# Långpannan

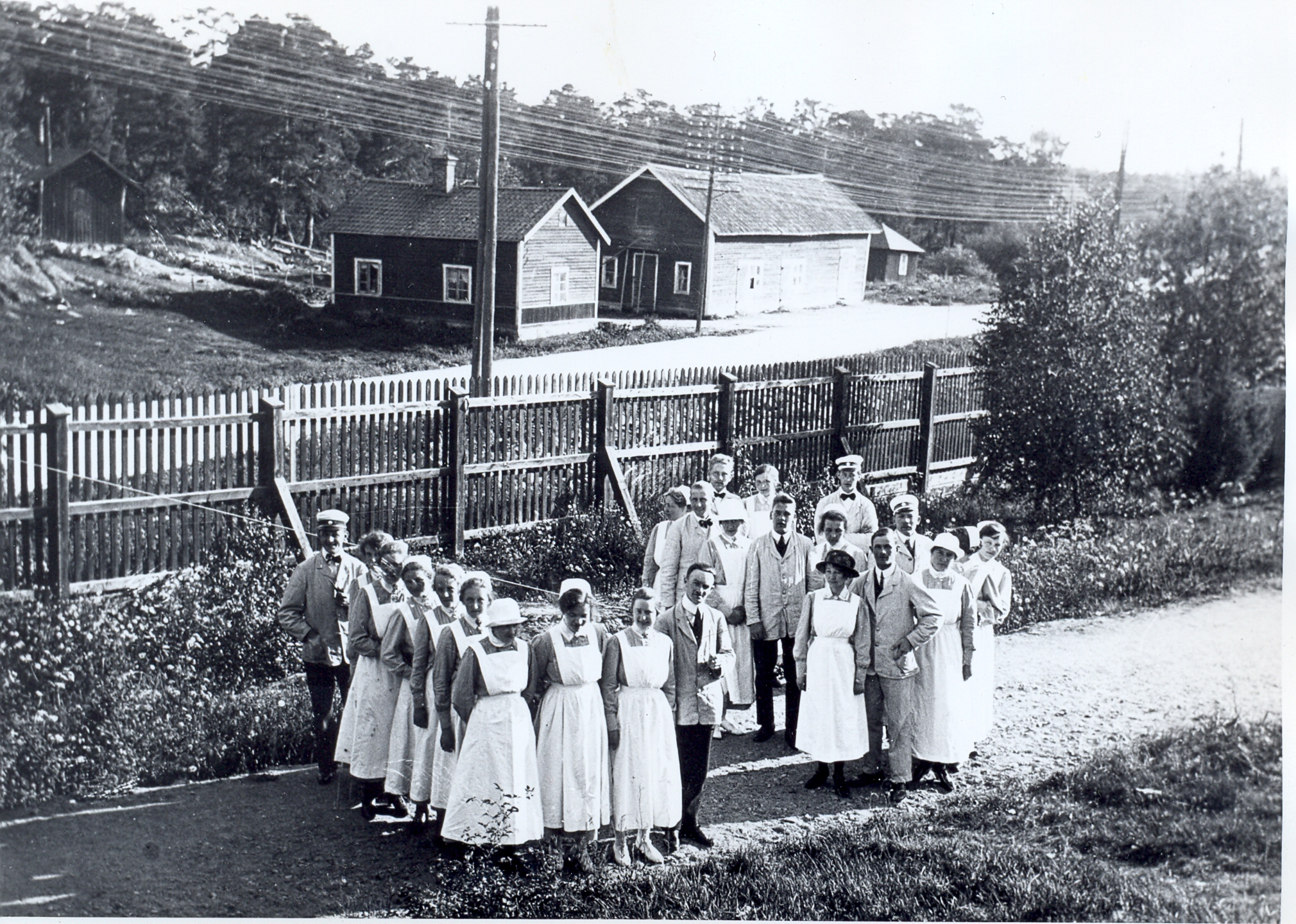
Långpannans stuga och ladugård norr om gamla Södertäljevägen sett från nordvästra hörnet av Långbro sjukhusområde. Foto troligtvis från 1910-talet.

Långpannan var namn på en krog, ursprungligen ett torp under Långbro gård i Stockholms kommun. Krogen låg längs gamla Södertäljevägen strax norr om Långbro sjukhus. Byggnaden revs 1964.

## Historik

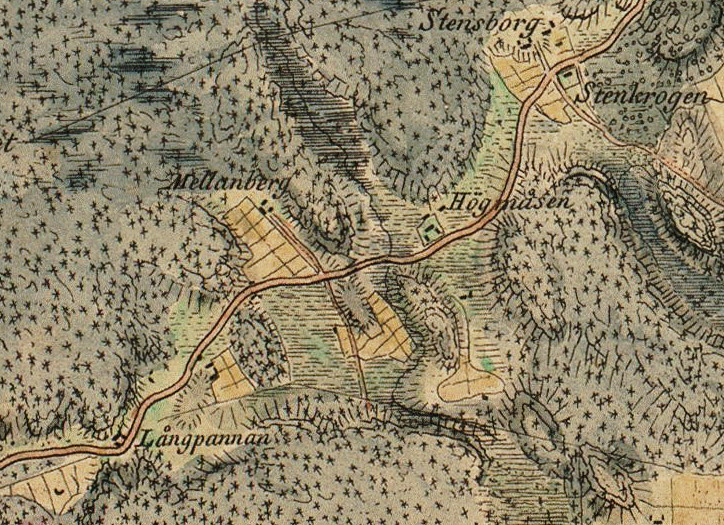
Långpannan, Mellanberg, Hökmossen och Stenkrogen 1817. Diagonalt genom kartbilden löper Södertäljevägen.

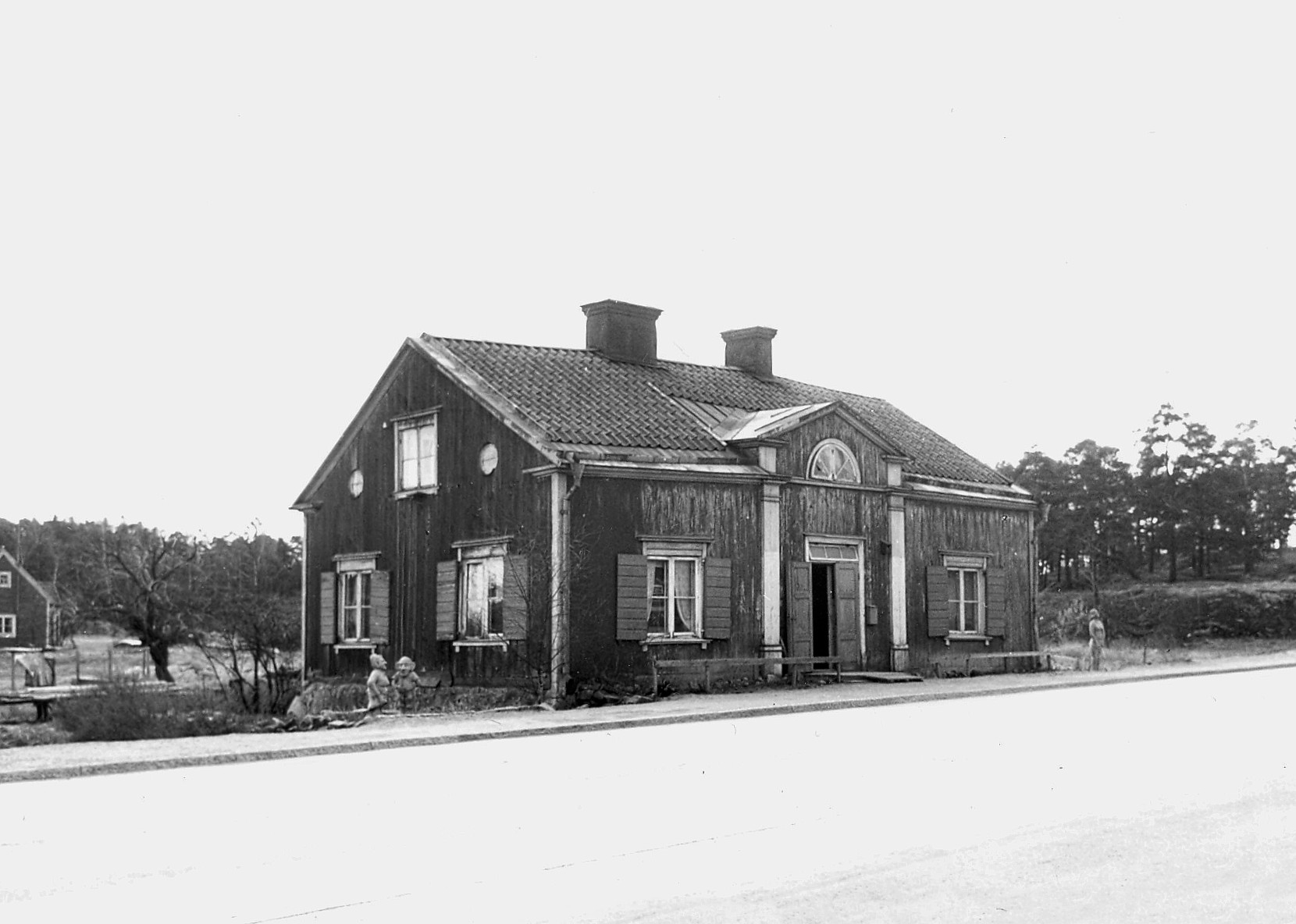
Krogen Långpannan, 1960-talet

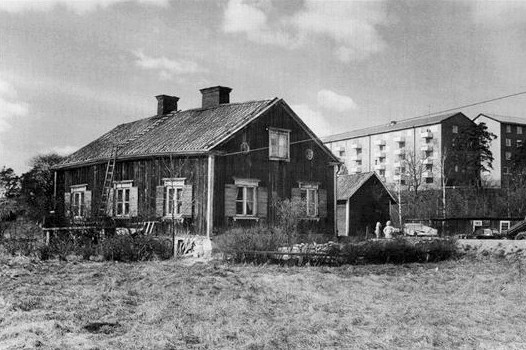
Långpannans stuga med nya Fruängen i bakgrunden, 1961.

Sannolikt kan namnet vara en skämtsam ordbildning, vars förled hämtats från de i trakten förekommande namnen på Lång- (Långbro, Långsjön, Långängen), medan efterleden syftar på brännvinspannan. Krogen Långpannan anlades 1769 av frälseinspektör Magnus Askerqvist och hans hustru, torpet kan dock haft en tidigare historia, gårdens placering på båda sidor om gamla Södertäljevägen talar för detta. 
På 1600-talet växte behoven av en landsväg, bred nog för häst och vagn. Den nya färdvägen söderut anlades med en västligare och rakare sträckning i förhållande till Göta landsväg. Gamla Södertäljevägens sträckning mellan Fittja bro och över Brännkyrka in till Hornstull stod färdig år 1669. Längs den nya "Wägen åth Södertällie och widare" etablerade sig en lång rad torp och utgårdar, bland dem Juringe gård, Segeltorp, Fruängens gård, Mellanberg, Hökmossen, Stensborg, Stenkrogen, Vretensborg och även Långpannan.
Enligt icke styrkta uppgifter skall det mindre huset på norra sidan om Södertäljevägen ha varit det ursprungliga värdshuset. Manbyggnaden (krogen) är uppförd på södra sidan, direkt längs vägen, med porten ut mot gatan.  Krogen låg i nuvarande Långpannestigens förlängning. Ursprungligen tillhörde lägenheten Västberga gård, men ansågs senare höra under Långbro. Fastigheten köptes av Stockholms stad 1903. Huvudbyggnaden revs 1964, men serveringsverksamheten upphörde något eller några årtionden tidigare. Från 1910 bedrevs också svinuppfödning. Man beredde då köksavfall från Långbro sjukhus till svinfoder.

## Jordbruksfastigheten
Jordbruksbyggnaderna låg norr om Södertäljevägen medan manbyggnaden låg söder därom. Bebyggelsen utgjordes av en stuga, ladugård samt några mindre förrådsbyggnader. Krogbyggnaden var byggd i empir med pilasterinramad frontespis och hade vita fönsterbågar med gröna luckor. Såväl krogen som de på norra sidan liggande byggnaderna var rödmålade, manbyggnaden och stugan knuttimrade med panel.